# Kaiparathininae
Kaiparathininae is een onderfamilie van weekdieren uit de klasse van de Gastropoda (slakken).

## Geslacht
- Kaiparathina Laws, 1941